# Sturt National Park
Sturt National Park är en park i Australien. Den ligger i delstaten New South Wales, i den sydöstra delen av landet, omkring 1 000 kilometer nordväst om delstatshuvudstaden Sydney.
Trakten runt Sturt National Park är nära nog obefolkad, med mindre än två invånare per kvadratkilometer.. Det finns inga samhällen i närheten.
Omgivningarna runt Sturt National Park är i huvudsak ett öppet busklandskap. Genomsnittlig årsnederbörd är 235 millimeter. Den regnigaste månaden är februari, med i genomsnitt 74 mm nederbörd, och den torraste är oktober, med 2 mm nederbörd.